# Crise d'automne de 1850

Crise de l'automne 1850 entre les États de l'Union (jaune) et les différents États représentés au Bundestag (rose et rouge foncé).

La crise d'automne ou crise de novembre est un conflit politico-militaire dans les États allemands en 1850, opposant l'Autriche avec les États allemands qui veulent restaurer la Confédération germanique, et de l'autre, la Prusse, qui est en train de créer un État fédéral (l'Union d'Erfurt). La guerre est finalement évitée grâce à la retraite de la Prusse.
Le contraste est apparu au printemps 1849 : le roi de Prusse a rejeté la constitution de l'église Saint-Paul, mais propose rapidement aux États allemands de fonder un empire allemand sur des bases plus conservatrices. Par sa tiédeur, le roi a effectivement provoqué l'échec de cette union d'Erfurt au printemps 1850, mais le conflit avec l'Autriche et ses alliés atteint son paroxysme au cours de l'année. L'Autriche et la Bavière ont l'intention de marcher dans l'Électorat de Hesse au nom de la Confédération germanique afin d'y aider le prince assiégé. Cependant, les routes militaires qui relient la partie occidentale de la Prusse (Rhénanie et Westphalie) à la partie orientale traversent l'électorat de Hesse. La Prusse veut protéger militairement ces routes.
Après qu'un échange de tirs ait déjà éclaté dans l'Électorat de Hesse, le tsar russe sert de médiateur entre les deux parties. La Prusse doit craindre des soulèvements démocratiques en cas de guerre et la Russie aurait soutenu l’Autriche. La Prusse renonce donc à sa politique d'Union lors de la conférence d'Olmütz. La Prusse organise des conférences à Dresde (de) au cours desquelles une éventuelle réforme fédérale (de) est discutée. Cependant, ces conférences n'apportent que de petits changements, de sorte qu'avec le consentement de la Prusse, la Confédération germanique est pour l'essentiel restaurée.

## Dualisme allemand

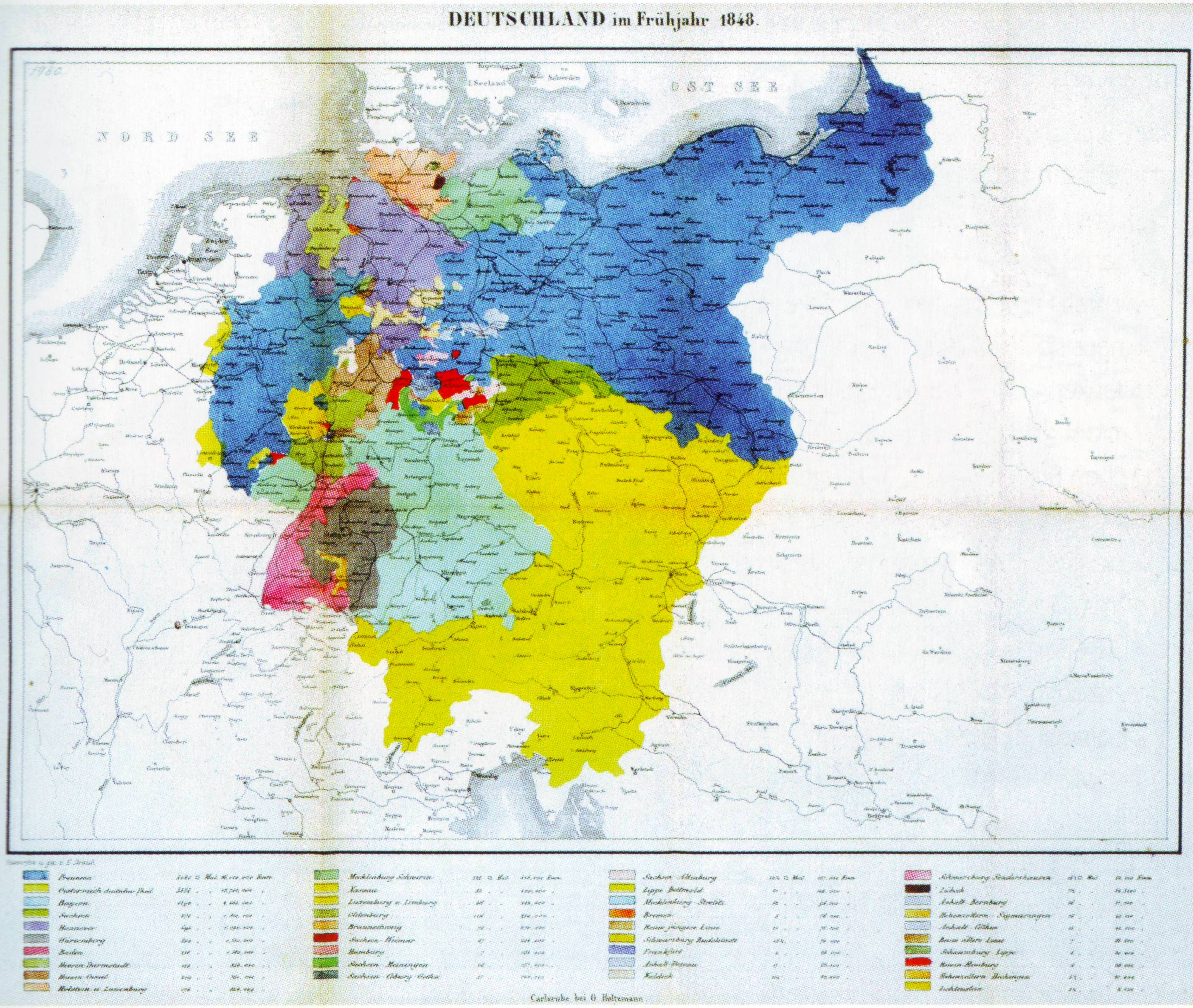
Carte contemporaine vers 1850, avec les États de la Confédération germanique. La Prusse en bleu, l'Autriche en jaune. (Les provinces prussiennes orientales font partie de la Confédération de 1848 à 1851.)

Depuis la fin du Moyen Âge, l'Autriche des Habsbourg est la principale puissance du Saint-Empire romain germanique. Toutefois, au plus tard au XVIIIe siècle, la Prusse prend de l'importance, de sorte qu'une rivalité se développe entre les deux puissances, ce qu'on appelle le dualisme allemand (de). Après 1815, à l'époque de la Confédération germanique, la Prusse et presque tous ses territoires appartiennent à la Confédération, tandis que l'Autriche n'appartient qu'avec sa partie occidentale majoritairement germanophone. L’alliance est essentiellement une alliance militaire, mais elle sert également à réprimer les mouvements libéraux, démocratiques et nationaux. Au cours de la période révolutionnaire de 1848/1849, l'Autriche rejette un État-nation allemand, qu'il inclue ou non des parties de l'Autriche. Au lieu de cela, il souhaite voir l’ancienne Confédération germanique restaurée en tant que pure confédération d’États, avec tout au plus des changements mineurs, mais sans parlement national ni exécutif national. L'objectif maximum de l'Autriche, officiellement depuis mars 1849, est une Grande Autriche (de), c'est-à-dire une confédération germanique comprenant toutes les régions de l'Autriche qui sont auparavant en dehors de la fédération.
La Prusse, en revanche, a laissé entendre à cette époque qu’elle peut imaginer une solution petite-allemande sous la direction prussienne, c’est-à-dire une Allemagne sans Autriche. Le roi de Prusse Frédéric-Guillaume IV rejette la constitution libérale de Francfort en avril 1849, mais propose immédiatement un projet d'unification qui devient plus tard connu sous le nom d'Union d'Erfurt. Bien que les petits États et les royaumes de Saxe et de Hanovre se soient joints en mai 1849 (Alliance des trois rois), les deux royaumes se sont séparés au fil des mois, tout comme certains petits États, dont l'électorat de Hesse en mai 1850.

## Holstein

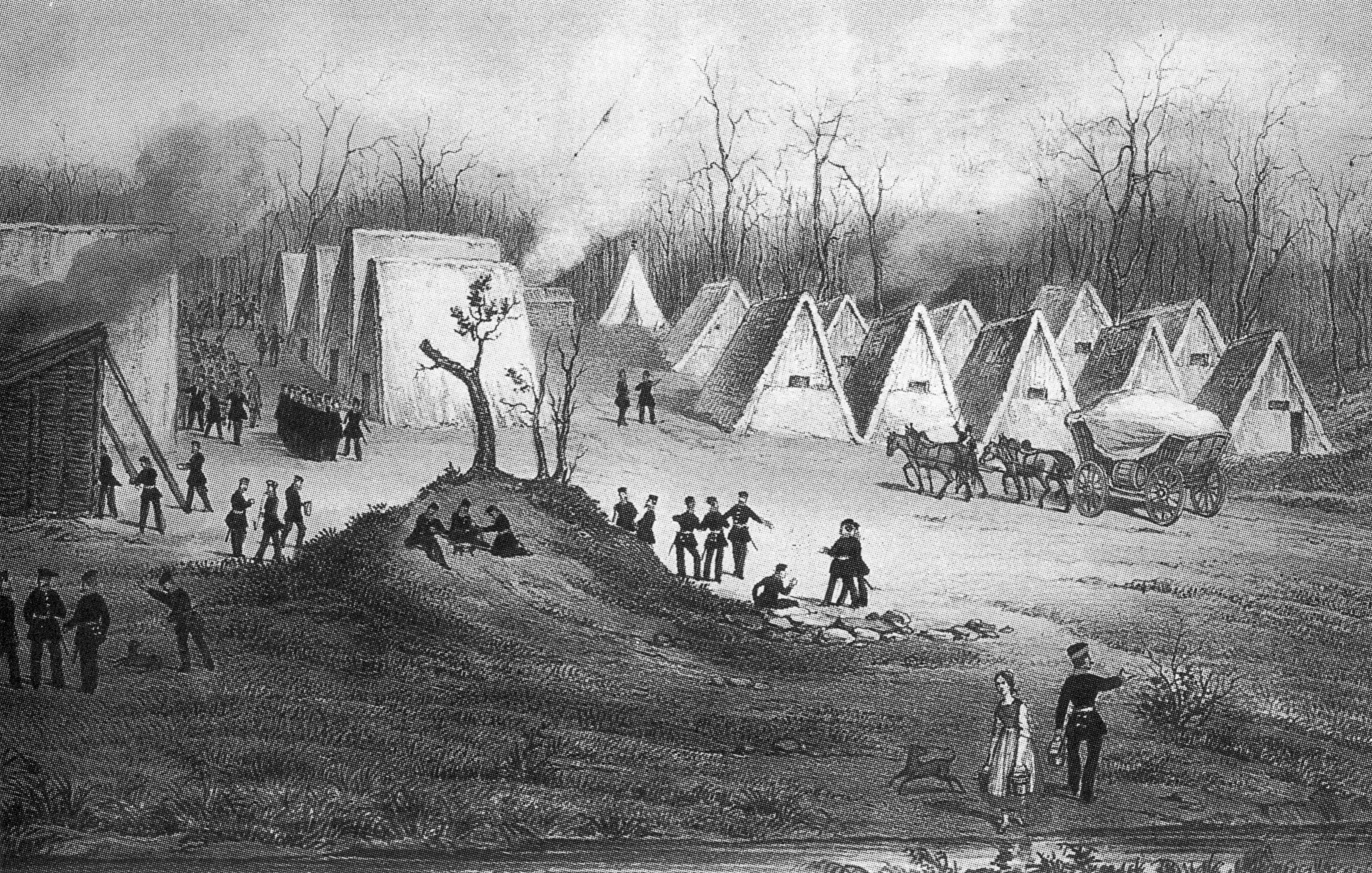
Camp de l'armée du Schleswig-Holstein près de Rendsburg, 1850

En avril 1848, les habitants du Schleswig-Holstein se rebellent contre leur souverain, le roi danois Frédéric VII. Ce soulèvement du Schleswig-Holstein conduit à une guerre interrompue à plusieurs reprises par des cessez-le-feu. Toujours au nom de l'ancien Bundestag, c'est-à-dire de la Confédération germanique, la Prusse et d'autres États interviennent du côté du Schleswig-Holstein. Le Danemark (da) est cependant soutenu diplomatiquement par les grandes puissances que sont la Grande-Bretagne et la Russie. Au début de 1849, l'Empire allemand, en tant que successeur de la Confédération germanique, établit un gouvernement au gouvernorat du Schleswig-Holstein (de). Cependant, à partir du 10 juillet 1849, les habitants du Schleswig-Holstein se retrouvent livrés à eux-mêmes car la Prusse a conclu un armistice avec le Danemark. Selon lui, seul le Holstein doit être gouverné par le gouvernement du gouvernorat ; le Schleswig relève d'une commission contrôlée par le Danemark. Dans le traité de Berlin du 2 juillet 1850, la Prusse renonce complètement au gouvernement du gouvernorat : le Danemark doit également rétablir sa domination militaire dans le Holstein et, si nécessaire, être autorisé à faire appel à l'aide de la Confédération germanique.

## Conflit de l'électorat de Hesse

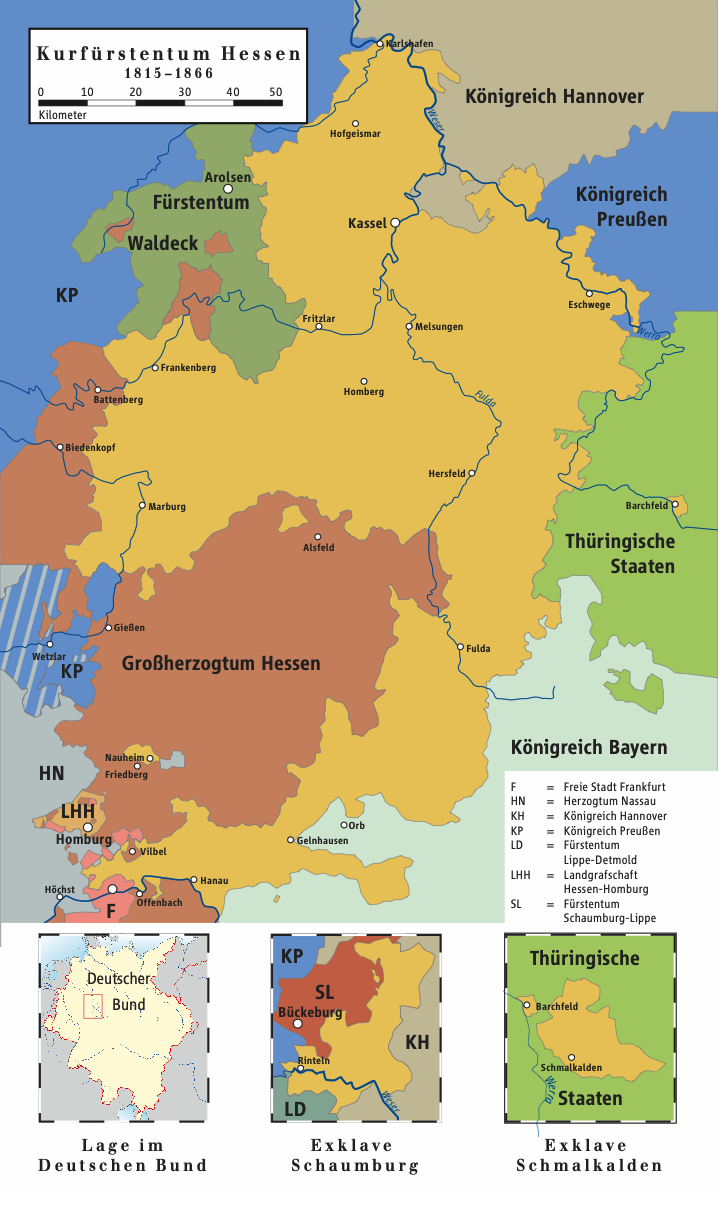
Électorat de Hesse avec les districts de Schmalkalden et Schaumburg 1815-1866

En février 1850, l'électeur Frédéric-Guillaume reconduit dans ses fonctions un chef de gouvernement ultra-conservateur, Ludwig Hassenpflug (de). Le Parlement d'État de Hesse n'ayant pas approuvé le budget de Hassenpflug, l'électeur le dissout à deux reprises (le 12 juin et le 2 septembre). L'électeur publie alors un décret anticonstitutionnel sur le budget. Comme les députés, les tribunaux et les fonctionnaires protestent contre cela, l'Électeur place le 7 septembre le pays en état de guerre, également en contradiction avec la Constitution. Cependant, le lieutenant général chargé de ce dossier se réfère à son serment constitutionnel et demande sa destitution. L’ensemble de l’appareil d’État s’oppose à l’électeur.
Dans ses mesures, l'Électeur s'appuie sur la loi fédérale, principalement les Six articles du 28 juin 1832. Selon eux, le parlement de l'État n'est pas autorisé à refuser au monarque les ressources nécessaires pour remplir ses obligations fédérales. Ce qui est discutable dans cet argument n'est pas seulement la question de savoir si les Six Articles justifient la violation de la Constitution hessoise : le 2 avril 1848, le Bundestag abolit des lois d'exception telles que les Six articles. Lorsque le gouvernement hessois fuit la capitale Cassel le 12 septembre, il demande au Bundestag une intervention fédérale conformément à l'article 26 de l'Acte final de Vienne (de). L'intervention fédérale vise à réprimer violemment la résistance en Électorat de Hesse. Cependant, l'article 26 présuppose qu'un gouvernement en difficulté lui-même s'est comporté conformément à la constitution.

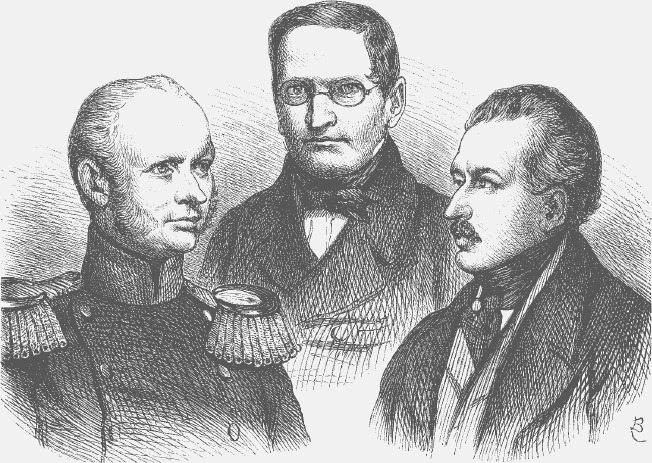
Les conseillers les plus importants du roi de Prusse : le comte de Brandebourg, Manteuffel et Radowitz

Pour la Prusse, les événements de l'Électorat de Hesse sont d'une immense importance : la partie occidentale de la Prusse (Rhénanie, Westphalie) est géographiquement séparée de l'Est et d'importantes routes de liaison traversent l'Électorat de Hesse. Depuis 1834, il y a une convention par étapes prussienne-hessoise sur deux routes, selon laquelle les troupes prussiennes sont autorisées à les utiliser pour défiler. C'est déjà un coup dur en mai 1850 lorsque l'Électorat de Hesse sort de l'Union d'Erfurt et rejoignit l'Autriche. Cela laisse l'Union divisée en deux moitiés sans connexion terrestre. En outre, l'État est devenue un couloir terrestre par lequel les troupes du Bundestag peuvent également atteindre le Holstein via Hanovre.

## Escalade en automne
Au cours des années 1849 et 1850, l'Autriche réussit à rassembler un groupe d'États qui considèrent que l'ancienne loi fédérale est toujours en vigueur et souhaitent rendre le Bundestag capable d'agir à nouveau. La Prusse et ses alliés, en revanche, rejettent le Bundestag incomplet, le qualifiant de « Bundestag croupion » incapable d’exercer les anciens droits du Bundestag. Cependant, grâce au traité de Berlin (de) en juillet 1850, la Prusse a fondamentalement reconnu le droit fédéral car elle a accepté une éventuelle intervention fédérale au Danemark. Au cours des premiers mois de 1850, le gouvernement prussien ne poursuit le projet d'union qu'à contrecœur, car le projet de constitution est encore trop libéral pour lui.

### Décisions de septembre et accord en octobre
Le 2 septembre 1850, le Bundestag se voit renouvelé, avec douze des anciens États membres, et prépare les conditions juridiques de l'intervention fédérale dans le Holstein, que le roi danois a demandée en sa qualité de duc de Holstein. Le 12 octobre, une autre commission d'exécution se réunie pour discuter de ces cas. Le 21 septembre, le Bundestag se range du côté de l'électeur de Hesse : le Bundestag se réserve le droit de prendre toutes les mesures pour soutenir l'électeur dans le rétablissement de son autorité souveraine.

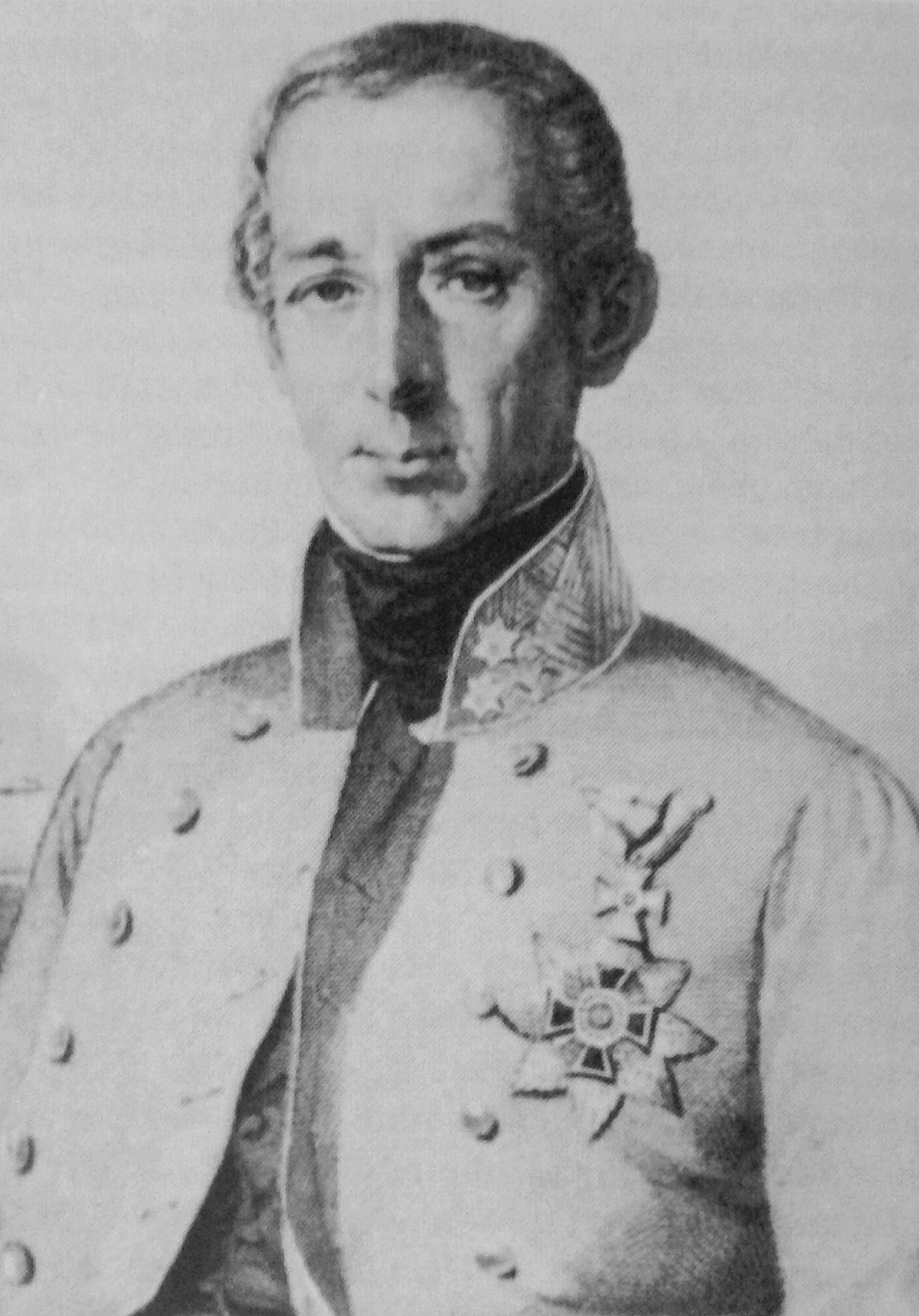
Ministre-président autrichien Félix de Schwarzenberg

La Prusse considère les résolutions du Bundestag de septembre comme une menace pour son existence et conteste leur légalité. En outre, l'Électorat de Hesse est toujours liée à la Constitution de l'Union. Pendant ce temps, le conseiller du roi et pionnier de l'Union, Joseph von Radowitz, réussit à ramener Frédéric-Guillaume IV à l'Union ; Le 26 septembre 1850, Radowitz devient même ministre prussien des Affaires étrangères. Pendant ce temps, l'attitude de la Prusse encourage la résistance dans l'Électorat de Hesse ; le 10 octobre, presque tous les officiers demandent à partir pour ne pas avoir à exécuter les mesures de l'électeur. Ernst Rudolf Huber souligne la contradiction selon laquelle, d'une part, la Prusse place la discipline militaire au-dessus de tout et réussit ainsi à réprimer la révolution en 1849, mais d'autre part, elle a désormais un intérêt fondamental dans la résistance passive de l'armée électorale hessoise
L'Autriche et ses alliés les plus puissants, la Bavière et le Wurtemberg, signent à leur tour le traité de Brégence le 12 octobre. La Bavière accepte l'intervention fédérale dans l'électorat de Hesse ; Si la Prusse s'y oppose, les trois parties contractantes la mettraient à genoux avec une exécution fédérale. Pour la Prusse, le traité apparait comme une menace de guerre. Pour désamorcer le conflit, le Premier ministre prussien Frédéric-Guillaume de Brandebourg et son homologue autrichien Felix zu Schwarzenberg se rencontrent à Varsovie le 25 octobre. Sous la pression russe, ils signent un accord dans lequel la Prusse renonce essentiellement à sa politique en échange de la perspective d'une future réforme fédérale.

### Événements dans l'Électorat de Hesse en novembre

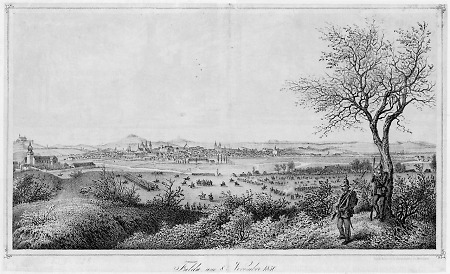
Près de Fulda le 8 novembre 1850, avec des soldats prussiens au premier plan

Cependant, la résolution du conflit est remise en question par les événements de l'Électorat de Hesse au début de novembre 1850. Le 26 octobre, le Bundestag décide d'envahir l'Électorat et le 1er novembre, les troupes bavaroises-autrichiennes entrent dans l'Électorat. Dans la dispute qui éclate alors à nouveau au sein du cabinet prussien, les ministres disposés à s'entendre ont toujours le dessus ; La Prusse exige seulement de Vienne que les routes d'étape prussiennes de l'Électorat ne soient pas affectées.
L'Autriche exige cependant que la Prusse retire ses troupes dans l'Électorat de Hesse, censées sécuriser les routes. Mais cela paraît au cabinet prussien une imposition intolérable. Frédéric-Guillaume IV ordonne la mobilisation générale le 5 novembre. Le 8 novembre, un échange de tirs a lieu entre les troupes prussiennes et bavaroises près de Bronnzell (de) (au sud de Fulda) ; Cependant, les officiers sont intervenus et empêchent la poursuite des combats.
Le 21 novembre, le roi ouvre le Parlement prussien par un discours belliqueux dans lequel il justifie la mobilisation. Trois jours plus tard, Schwarzenberg lance un ultimatum exigeant le retrait complet de la Prusse de l'Électorat dans les 48 heures. « La guerre semblait désormais inévitable », déclare David E. Barclay. Mais Otto Theodor von Manteuffel, qui a remplacé depuis le 6 novembre le comte de Brandebourg soudainement décédé, obtient une rencontre avec Schwarzenberg à Olmütz en Moravie par l'intermédiaire de l'envoyé autrichien à Vienne.

## Suites
La Prusse évite le risque d'une guerre contre les troupes fédérales et la Russie et abandonne finalement l'Union d'Erfurt. Radowitz a déjà quitté le cabinet le 2 novembre. Manteuffel signe la conférence d'Olmütz avec l'Autriche le 29 novembre. Il confirme l'Accord de Varsovie et accepte la démobilisation des deux côtés. Le 2 décembre, le cabinet prussien ratifie l'accord. Le très conservateur Manteuffel est sorti renforcé de la crise et reste ministre-président pendant huit ans ; Schwarzenberg, qui n’a jamais voulu la guerre avec la Prusse, est également un vainqueur. Il voulait simplement se débarrasser des « radicaux » (les conservateurs nationaux comme Radowitz) dans le gouvernement prussien et travailler avec les plus conservateurs.
La Confédération germanique ne doit donc pas encore être considérée comme capable d'agir. Une conférence ministérielle doit discuter des questions de restauration et d'une réforme fédérale réclamée par la Prusse. Cependant, lors des conférences de Dresde en 1850/1851 (de), ni l'Autriche ne réussit à affirmer sa Grande Autriche (de), ni la Prusse à renforcer la Confédération germanique. Les États de taille moyenne, en particulier, craignent une unification austro-prussienne à leur désavantage. Pour l’essentiel, l’ancienne Confédération germanique est restaurée au cours de l’été 1851. Dans l'Électorat de Hesse, l'Autriche reconnaît indirectement la présence des troupes prussiennes. Cassel doit être occupée conjointement par l'Autriche et la Prusse. Sinon, la Prusse retire ses troupes et la Bavière occupe le pays. Dans le Holstein, au début de 1851, un commissaire fédéral autrichien et un commissaire fédéral prussien succédent au gouvernement du gouvernorat et le passent plus tard au Danemark.
Un véritable conflit militaire entre l’Autriche et la Prusse éclate finalement à l’été 1866. La Prusse a profité de la décision fédérale du 14 juin 1866 (de) pour considérer l'alliance dissoute. Elle a vaincu l'Autriche, la Bavière et les autres États fidèles à la Confédération lors de la guerre austro-prussienne et fonde finalement la Confédération de l'Allemagne du Nord.